# マージョリー・ノエル
マージョリー・ノエル（Marjorie Noël、本名はフランソワーズ・ニヴォ（Françoise Nivot）、1945年12月25日 - 2000年4月30日）はフレンチ・ポップスシンガー。
1960年代中盤の短期間に活躍し、特に1965年のユーロビジョン・ソング・コンテストにモナコ代表で出場したことで知られる。
ノエルはパリ出身で、1964年にレコードデビューした。
誕生日が12月25日だったため、「ノエル」という芸名が付けられた。
両親の経営するカフェがフランス国立放送協会のTVスタジオに近く、そこに来店する作詞家や作曲家との出会いが歌手デビューのきっかけになった。
翌1965年3月20日にイタリアのナポリで開催された第10回ユーロビジョン・ソング・コンテストに出場し、『Va dire à l'amour』（日本語題『慕情の季節』）を歌い、出場18組中9位となった。同年、アンティーブで開催されたローズ・ドールにも出場している。
1966年7月に来日し、TV出演やレコード録音などが行われたが、一般客を対象としたコンサートは開催されなかった。
1967年にショービジネス界から引退するまでに7枚のEPレコードをリリースした。余生をひっそりと暮らしたノエルは、2000年4月30日にヴォクリューズ県カヴァイヨンにおいて脳溢血のために死去。享年54。

## ディスコグラフィー
- 1964: "Tu vas partir"
- 1964: "Si j'étais plus jolie qu'elle"
- 1965: "Va dire à l'amour"
- 1965: "Je te dis mon âge"
- 1965: "Fais attention"
- 1966: "Les portes-clefs"
- 1967: "Au temps des princes charmants"

## そよ風にのって
ノエルの日本でのデビュー曲となったのは『そよ風にのって』（『Dans le meme wagon』／『Va dire à l'amour』のB面曲）で、キング・レコードのセブン・シーズ・レーベルから発売された。
この曲は1965年末から1966年にかけて大ヒットなり、　伊東ゆかりによるカバー・バージョンや、ノエルの本人歌唱による日本語バージョンも発売された。　なお、伊東ゆかり盤の訳詞は漣健児によるものだが、これがそのままノエルの日本語盤でも歌われている。
更に同曲は弘田三枝子や南沙織がカバーしたほか、竹内まりやが「実姉が好きだった曲」として、アルバム『Longtime Favorites』の中でカバーしているまたフジテレビの子供番組『ママとあそぼう!ピンポンパン』でも、おねえさんが大野かおり（大野香菜）時代に歌われた事があった。
日本テレビの公開収録変身ヒーロー番組『突撃! ヒューマン!!』の主題歌は本作をモチーフとしている。

## 日本盤レコード

### シングル
1. そよ風にのって／慕情の季節（1965年9月1日、HIT-1250）
2. 春のときめき／最後のバカンス（1966年1月10日、HIT-1297）
3. 春のときめき（日本語）／そよ風にのって（日本語）（1966年3月10日、HIT-1328）
4. ためいきの季節 /ボンジュール・モナムール（1966年6月、HIT-1347）
5. あなたでいっぱい/明日の青空（1966年8月1日、HIT-1367）
6. 好きなのに好きなのに（日本語）／涙の片想い（日本語）（1966年10月1日、HIT-1380）
7. 逢いたいわ（日本語）／内気なわたし（1967年1月10日、HIT-1400）
8. 虹がこだまする／わたしのアミ（1967年8月20日、HIT-1457）
9. そよ風に乗って／春のときめき（1973年1月5日、HIT-7007）＜ゴールデン・カップリング・シリーズ＞

### 17cmLP（コンパクト盤）
1. マージョリー・ノエル・ベスト4（そよ風にのって／慕情の季節／春のときめき／初恋の唄）（1966年2月1日臨発、PP-75）
2. マージョリー・ノエル・ベスト第2集（ためいきの季節／あなたでいっぱい／春のときめき＜日本語＞／そよ風にのって＜日本語＞）（1966年7月20日、PP-94）
3. 逢いたいわ・好きなのに（好きなのに、好きなのに／涙の片想い／逢いたいわ／そよ風にのって＜総て日本語＞）（1967年1月10日、PP-123）

### LP
1. ヨーロッパベスト・スター・アルバム　マージョリー・ノエル（1966年3月20日臨発、SET-41）

```
A1.そよ風にのって
A2.最後のバカンス
A3.涙の片想い
A4.悲しき季節
A5.ボンジュール・モナムール
A6.涙する夜
A7.初恋の唄
B1.春のときめき
B2.いつわりの贈り物
B3ノン・ドクター
B4.慕情の季節
B5.内気なわたし
B6.想い出の初恋
B7.花と少女
```